# Kazerun
Kazerun, Kazarun o Kazirun (persa: کازرون) és una ciutat de Fars a l'Iran entre Siraz i Bushehr. La seva població estimada el 2005 era de 89.013 habitants.
És una ciutat majoritàriament agrícola amb producció de dàtils, cítrics, blat, tabac, arròs, cotó i vi. A la rodalia hi ha l'antiga ciutat de Bishapur a uns 19 km amb baixos relleus i gravats sassànides i una estàtua de Sapor I (241–272) en una cova. Les ruïnes del castells dels Zoroastrians o Qal'eh-ye Gabri estan situades al sud-est de la ciutat. El llac de Famur, proper (a la plana de l'est), té abundància de peixos. Hi ha també els camps de taronges de Bagh-e Nazar a la plana. Els monuments principals són alguns mausoleus dels descendents de Salman-e Farsi (Salman el Persa) un dels primers seguidors de Mahoma. Els seus quatre barris històrics són Bazar, Bala, Gunbad i Musalla o Sufla.
La llegenda atribueix la seva fundació al rei mític Tahmurath, estan formada per la unió de tres pobles: Nird, Darist (o Darbast) i Rahban (o Rahshan) construïts sobre els canals d'aquests noms que porten aigua a la ciutat. Sota els sassànides fou una dependència de Bishapur. Firuz o Peroz I (459-484) la va convertir en vila i Cobades I (488-531) la va engrandir. La ruïna de la vila de Shapur la va afavorir.
Al-Mukaddasi l'esmenta com la Damiata de Pèrsia sent famosa pel lli i el cotó. Àdud-ad-Dawla hi va construir una borsa de comerciants de teixits. Al començament del segle xii l'atabeg seljúcida Čalvi la va fer reconstruir després d'haver estat damnada pels kurds shabankara dirigits per Abu Sad, però en aquest temps tothom defraudava i havia deixat de ser honesta, i només algunes granges fortificades eren prosperes.
Fou lloc d'origen de nombrosos teòlegs entre els quals Abu Ishak Kazaruni, Amin al-Din Baluyani i Djalal al-Din Dawani; la tarika kazaruni fundada pel primer fou molt important i oferia protecció als navegants de l'oceà Índic (era sunnita i fou liquidada al temps dels safàvides xiïtes).
El 1811 tenia de 4 a 5 mil habitants, però el 1892 s'estimaven en només 2000 o 2500. El 1913 va passar a 12.000, el 1950 a 25.328, el 1956 a 36.659 i el 1966 a 39.902. La decadència de Bushehr a la segona meitat del segle XX la va afectar també en una disminució de l'activitat econòmica. El notable poeta persa Nasrollah Mardani, va néixer a la ciutat

## Nota
1. ↑  Població